# A hős legendája
A hős legendája (eredeti cím: Legend of The Seeker) egy televíziós sorozat Terry Goodkind Az igazság kardja című regénye alapján. A sorozat premierje 2008. november 1-jén volt, és 2 évadot futott, majd 2010-ben levették adásról. Jonathan Brough, Michael Hurst és Mark Beesly rendezte. Magyarországon először a Cool TV mutatta be 2012. március 11-én, majd 2013. március 30-án az RTL Klub is bemutatta.

## Cselekmény
A történet egy kitalált világban játszódik, ahol Középföldet egy mágikus határ választja el a világ többi részétől. A főszereplő a határ másik oldalán lévő Szarvasföld tanácsosának öccse, Richard Cypher, akiről egy napon kiderül, hogy nem egy átlagos bajkeverő fiatal, hanem a végzete szerint ő az Igazság keresője, akinek a feladata megszabadítani Középföldet a zsarnok Darken Rahltól. Útitársai, Zedd (Zeddicus Zu'l Zorander), az Első Rend Varázslója és Kahlan Amnell, az Inkvizítor, akik mágikus erejüket bevetve védelmezik és segítik a Keresőt küldetésében, míg Richard az Igazság Kardjával száll szembe a gonosz ellen.
Miközben D'Hara gonosz urát keresik, hogy a Kereső a jóslat értelmében végezzen vele, meg kell akadályozniuk, hogy Darken Rhal furmányos módon a próféciát kijátszva, a Megszámlált Árnyak Könyvével vagy Orden Szelencéivel olyan hatalomhoz jusson, amivel leigázhatja a világot, illetve, Richardnak, mint Keresőnek, segítenie kell Középföld szenvedő népén, vagyis úton-útfélen izgalmas kalandokba keveredik barátaival.

## Szereplők
| Színész         | Szereplő               | Magyar hang     | Leírás |
| --------------- | ---------------------- | --------------- | --- |
| Craig Horner    | Richard Cypher         | Dányi Krisztián | Richard a Kereső. Amikor Darken Rahl parancsot ad katonáinak, hogy öljenek meg minden újszülöttet Brennidonban, Zedd megmentette Richardot azáltal, hogy átvitte őt Hartland városába és egy fiatal párra, Mary és George Cypherre bízta a gyermek nevelését. Az első évad első részében Kahlan megérkezik Hartlandba, hogy megkeresse Richardot és Zeddet. Zedd elmondja Richardnak, hogy ki is ő valójában és hogy mi a sorsa. |
| Bridget Regan   | Kahlan Amnell          | Mahó Andrea     | Kahlan az Inkvizítor. Miután megtalálta Richardot, esküt tesz, hogy akár az élete árán is védelmezi majd. |
| Bruce Spence    | Zeddicus Zu'l Zorander | Vass Gábor      | Zedd az Első Rend Varázslója, aki szintén felesküszik a Kereső védelmére. |
| Craig Parker    | Darken Rahl            | Welker Gábor    | Darken Rahl Richard testvére és D'Hara uralkodója. |
| Tabrett Bethell | Cara Meason            | Major Melinda   | Cara egy Mord-Sith. Darken Rahl egyik legmegbízhatóbb Mord-Sith-je. Segít megölni Rahlt majd segíti és védelmezi Richardot. |

## Felvételek
Az összes epizódot Új-Zélandon vették fel, a Henderson Valley Stúdióban és a környező hegyekben, erdőkben.

## Fordítás
Ez a szócikk részben vagy egészben  a   Legend of the Seeker című angol Wikipédia-szócikk fordításán alapul.  Az eredeti cikk szerkesztőit annak laptörténete sorolja fel. Ez a jelzés csupán a megfogalmazás eredetét és a szerzői jogokat jelzi, nem szolgál a cikkben szereplő információk forrásmegjelöléseként.